# Heteromurus melitensis
Heteromurus melitensis is een springstaartensoort uit de familie van de Entomobryidae. De wetenschappelijke naam van de soort is voor het eerst geldig gepubliceerd in 1924 door Stach.